# 甲溝炎
甲溝炎（英語：paronychia）属甲床炎（onychia）的一種，是指指甲周圍組織（甲周表皮）感染，包括兩側的旁甲溝和底部近側甲溝的發炎，一般症狀為紅、腫、痛，嚴重時會有化膿現象。

## 成因
甲溝炎分為急性與慢性，外傷是誘發甲溝炎主要原因，指甲與周圍甲溝之間因傷口使細菌及刺激物質滲入而導致發炎，溼疹、凍瘡、
常見情況:[手部份] 不當修剪或(壞習慣咬指甲、摳撕指甲)，如指甲內外側修剪的太貼合側甲溝。[腳部份] 如長期穿不適合的鞋類，指甲變型導致甲溝炎。

### 急性甲溝炎
急性甲溝炎主要是由金黃色葡萄球菌所引起，少數病例為白色念珠菌造成；初期症狀為指甲局部紅腫，輕觸紅腫部分即會產生刺痛。約數天後開始化膿，並可能延伸至指甲下方。

### 慢性甲溝炎
慢性甲溝炎的引發病原則較繁多，念珠菌、革蘭氏陰性菌及多種細菌或黴菌皆有可能；如同症名，指甲會緩慢逐漸變成黃褐色，同時變形彎曲凹凸不平後變慘白或黃色；研究發現慢性甲溝炎也常合併綠膿桿菌感染而使指甲變綠。
化脓性甲沟炎是急性甲沟炎治疗不及时导致的化脓性炎症。指沟有轻度红肿、疼痛、指甲小皮剥脱，少量脓液由指沟流出，指甲的边缘和指沟处变黑，且可逐渐产生结节状或蕈状突起的炎症肉芽组织，不时分泌出脓液，易擦伤出血，部分指甲受损、变形缩小，指甲上有纵脊或横沟，指甲下有脓液潜行。严重时，指甲可以完全松动，脱落。

## 單純性甲溝炎
單純性甲溝炎大多數位於足部第一趾(拇指)，趾甲前端的一個邊角或兩個角刺入甲溝深處，趾甲一生長出來，足趾就會有疼痛感，不小心碰到就會有鑽心的劇痛，用指甲刀修剪後疼痛就會消失，但是過段時間又會出現。長時間行走或不修剪趾甲，足趾就可能腫脹發紅，甚至在甲溝處出現滲液和肉芽樣組織。 
　　

## 嵌甲性甲沟炎
嵌甲性甲沟炎是由于趾甲长到肉里而引起的甲沟炎。足趾甲沟存在炎症超过3周后，就要考虑是由于嵌甲所致。多见于大拇指，向侧面生长的甲板长入甲皱壁中，导致疼痛和发炎，严重者出现化脓症状。
造成慢性甲溝炎的原因除了細菌感染之外，不當修剪趾甲或趾甲變形或長期接觸刺激物質（清潔液、檸檬萊姆、其它高酸鹼值液體......）都有可能侵蝕甲溝組織而造成發炎，因而成為部分職業的职业病（酒保、清潔工、廚師......）。根據病歷統計以右手中指、食指、左手中指及腳趾最容易引發。

## 類似病症
- 指甲周圍泛紅並不代表一定是甲溝炎，一些自體免疫性疾病如：紅斑性狼瘡、皮肌炎或硬皮症，均會導致甲溝部分的血管擴張而產生發紅現象，此時需要盡早進行切片檢查與抽血化驗；更有甚者的是致命的惡性黑色素瘤，也有可能會以頑固性甲溝炎來顯現，若稍一不慎即可能錯失即早治療良機。
- 另外，趾甲內生症（Ingrown Toenail）也會造成重複性甲溝炎，原因多半為甲溝肉太肥厚或角質太多、母趾外翻角度過大......或是鞋類穿的不適合(如尖頭鞋)、剪指甲造成傷口、重複性外傷......，
- 另外，修剪的工具使用前後也應用酒精消毒，如美甲店或傳統修甲店工具使用沒消毒乾淨也可能造成細菌感染甲溝炎，嚴重的話造成蜂窩性組織炎也有可能性。

此種狀況雖不危及性命，卻會因動作時產生疼痛而影響正常生活及情緒，同時因非病原體導病故症狀易反覆發作而難以完全治癒。

## 處理

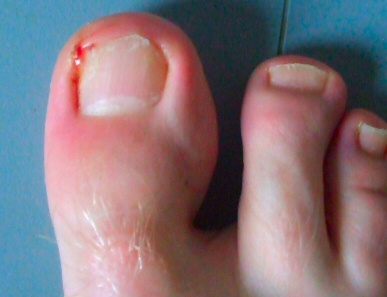
姆趾的甲溝炎

急性甲溝炎的治療較為容易，只需在早期投入一般抗生素，但若膿疱已經成形則需先將膿疱戳破再投予抗生素治療；倘若延誤就診使病菌由甲溝旁侵入甲床下方，嚴重時可能導致指甲的脫落；若經問診後醫師建議，可進行楔型切除手術，將病變指甲附近進行局部麻醉後將肉切開，以徹底剪除嵌入肉內的指甲，有些則是用電燒手術，但如果未處理乾淨則有復發的可能性。
至於慢性甲溝炎的治療則較為繁雜，除了使用水性的類固醇搭配抗黴菌劑、殺菌劑外，急性症發作時可依照孳生的細菌培養後另加抗生素治療，不過因為這些細菌有時只是後續伺機性存在而並非主兇，因此有些細菌可以不加治療；若施以用外用殺菌劑或抗黴菌劑治療，則需持續治療最少三至四個月，同時在治療期間應保持手部乾燥，必要時可以戴手套，但絕對不可戴著橡皮手套在高溫中過久，若造成汗水而產生刺激反而會使甲溝炎症狀惡化，如不得已而需要碰水又不方便戴手套時，可以嘗試以凡士林塗在甲溝以防止水中刺激物進入；同時，也要避免直接接觸生鮮水果，尤其是柑桔屬；若手部同時有其他皮膚病變，也需要一併治療以免影響療效。
在清理方面，不可擅自以牙籤類尖銳物清除甲溝或修剪甲皮，容易擴大傷口而造成進一步傷害。對於頑固肥厚型慢性甲溝炎，則可嘗試以手術切除腫脹部分來加以治療。治療上面甲床重建術可以分成手術性與非手術性，或是合併手術性與非手術性治療，
傳統手術(傳統修甲)甲床重建就是切除兩邊指肉並拔除側邊指甲，這類手術有一定機率復發，
非手術性是用記憶金屬或指甲矯正貼片進行矯正，這類手術復發機率較低而且傷口較小。
平時修剪趾甲時要平整修剪，不要往側邊指縫修剪，並且選擇適合自己腳形的鞋子，應避免過鬆過緊或"尖頭鞋(這也是造成姆指外翻指甲變形的原因之一)，減少反覆擠壓碰撞。
如果自己要處理傷口，應該要做好消毒傷口和工具，簡單處理的方法可以碘液先泡傷口，再用指甲刀挑出指甲尖刺並剪除或者可選用崁甲磨棒磨除，過程會有一定的疼痛(請做好心理準備)，剪除磨平後再用棉花消毒填滿側甲溝並定時更換。
甲溝炎用任何方法治療也有機會復發，如長期都沒改善，應找專業醫護人士討論處理。

## 註解
1. ↑  因長期調酒接觸檸檬萊姆汁。
2. ↑  長期接觸高鹼性清潔劑。
3. ↑  接觸刺激性食材，如辣椒、胡椒、鹽。
4. ↑  王筱涵. . 照護線上. （原始内容存档于2018-07-22）.